# Mimosa duckei
Mimosa duckei är en ärtväxtart som beskrevs av Huber. Mimosa duckei ingår i släktet mimosor, och familjen ärtväxter. Inga underarter finns listade i Catalogue of Life.